# برايان جيبسون
برايان جيبسون (بالإنجليزية: Brian Gibson)‏ (22 فبراير 1928 بهدرسفيلد في المملكة المتحدة - 11 مايو 2010) هو لاعب كرة قدم بريطاني في مركز الدفاع. لعب مع هدرسفيلد تاون.